# Daniel Taillon
Daniel Taillon, född 9 oktober 1952, är en friidrottare från Kanada. Han deltog vid olympiska sommarspelen 1976.